# Ancita australis
Ancita australis är en skalbaggsart som först beskrevs av Jean Baptiste Boisduval 1835.  Ancita australis ingår i släktet Ancita och familjen långhorningar. Inga underarter finns listade i Catalogue of Life.